# Tory Lane
Tory Lane (Fort Lauderdale, 30 de setembre de 1982) és el nom artístic de Lisa Nicole Piasecki, una actriu porno, model de glamur i ballarina exòtica nord-americana.

## Biografia
Lane va néixer a Fort Lauderdale, Florida, Estats Units. Va començar rebent classes de ballet clàssic als sis anys. Després de l'institut va estudiar a la Broward Community College i es va graduar en Finances. Va treballar com a cambrera en un club anomenat The Elbo Room en Ft. Lauderdale Beach, en una libreríaadulta i com stripper en un club de strip-tease de Florida. Estava en el restaurant Hooters quan va contactar amb ella LA Direct Models, una agència de talents amb seu a Los Angeles és una companyia porno amb actrius importants, per ser l'estrella d'una pel·lícula pornogràfica i participar en sessions fotogràfiques. La seva mare és el seu principal suport en la seva carrera pornogràfica.

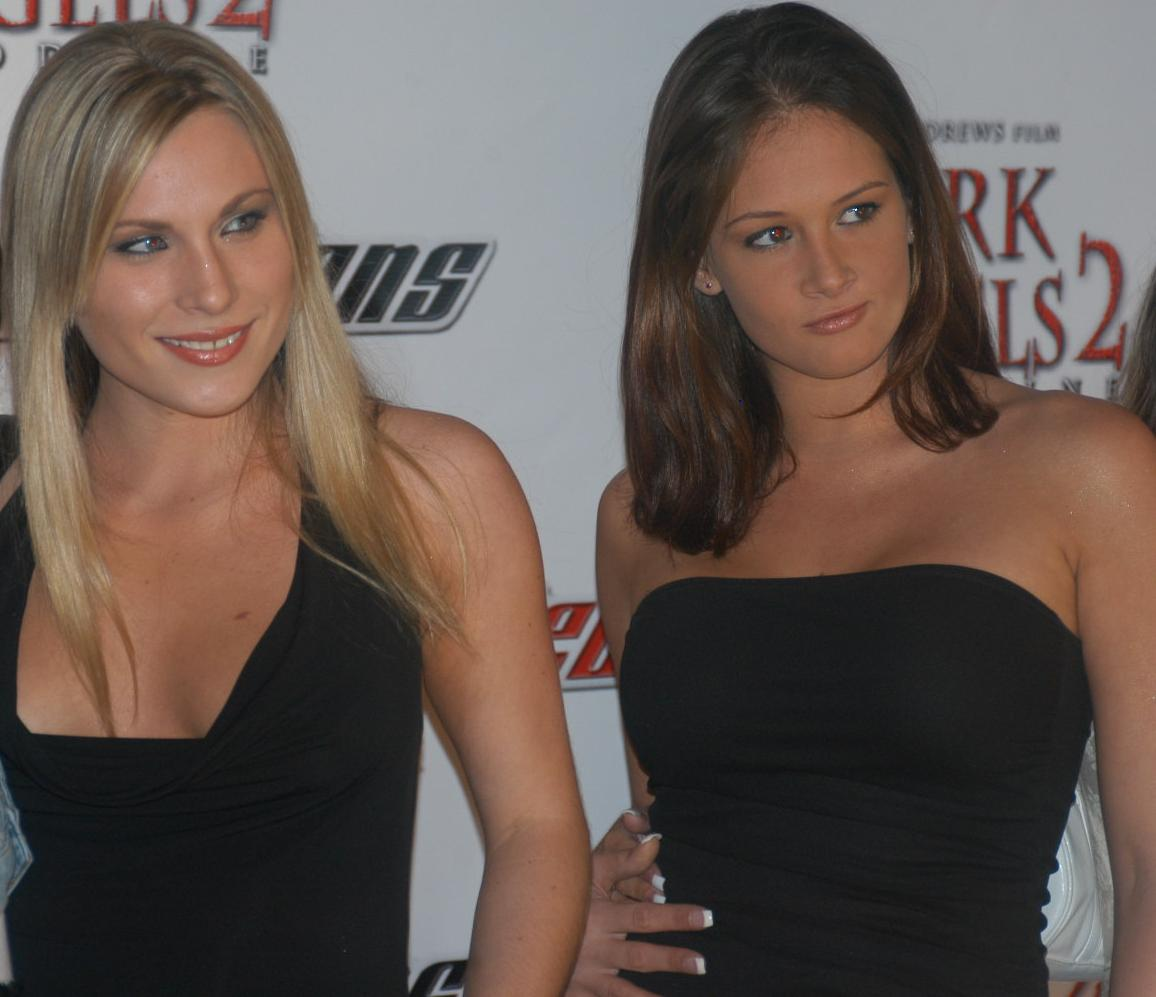
Lane (dreta) amb la seva companya Harmony Rose.

Després de signar amb LA Direct Models, la primera escena de Lane en una pel·lícula porno va ser amb Ben English i Marco en el film The Young & The Raunchy de Suze Randall als 21 anys. Des de llavors ha aparegut en més de 200 pel·lícules, generalment apareixent també en subgèneres com Hardcore, Gonzo i Anal. S'ha guanyat una bona fama per les seves entusiàstiques actuacions i per realitzar sexe oral deepthroat. Durant el sexe ella usa un llenguatge brut i vulgar per afegir un major efecte.
Després d'esperar la data durant aproximadament quatre mesos, Lane es va casar amb el fotògraf i actor porno Rick Shameless, a Las Vegas, Nevada en 2005. Després de contreure matrimoni va decidir actuar només en escenes lèsbiques, per mantenir la seva fidelitat amb el seu marit. A causa d'això va ser acomiadada pel seu agent, la qual cosa la va obligar a treballar independentment. Al novembre del 2005, la parella es va divorciar, amb el qual va tornar a aparèixer en escenes heterosexuals a fi de gaudir sense límits del sexe.
Lane va seguir amb la seva carrera de stripper, fent tours en clubs de strip-tease i discoteques a través del Sud-oest dels Estats Units com una ballarina destacada. També té la seva pròpia web, on es poden veure escenes exclusives i sessions de fotos.
En 2006, Lane va arribar a la ronda final en el reality xou del canal Playboy TV Jenna's American Sex Star, amb Roxy Jezel, Jenna Presley i Daisy Marie. No va aconseguir guanyar el contracte amb Club Jenna, que va anar a parar a Jezel en l'última ronda, encara que la votació va estar molt igualada.
Al maig del 2007 va signar un contracte de dos anys amb Sin City tant per actuar com per dirigir. No obstant això solament va complir la meitat del mateix anunciant la seva sortida de la productora al maig del 2008.

## Premis i nominacions
- 2006 Premi XRCO nominada com a Actriu de l'Any[12]
- 2007 Premi AVN nominada com a Actriu Principiant de l'Any[13]
- 2007 Premi dels Fans de l'Entreteniment Adult (F.A.M.I.) nominada com la Millor estrella Oral[14]
- 2007 F.A.M.I. Nominada com el Millor estrella Anal[14]
- 2008 Premi AVN Millor escena POV per Double visió 2 al costat de Katja Kassin i Erik Everhard.[15]